# Cambra de bany
|  | No s'ha de confondre amb bany. |

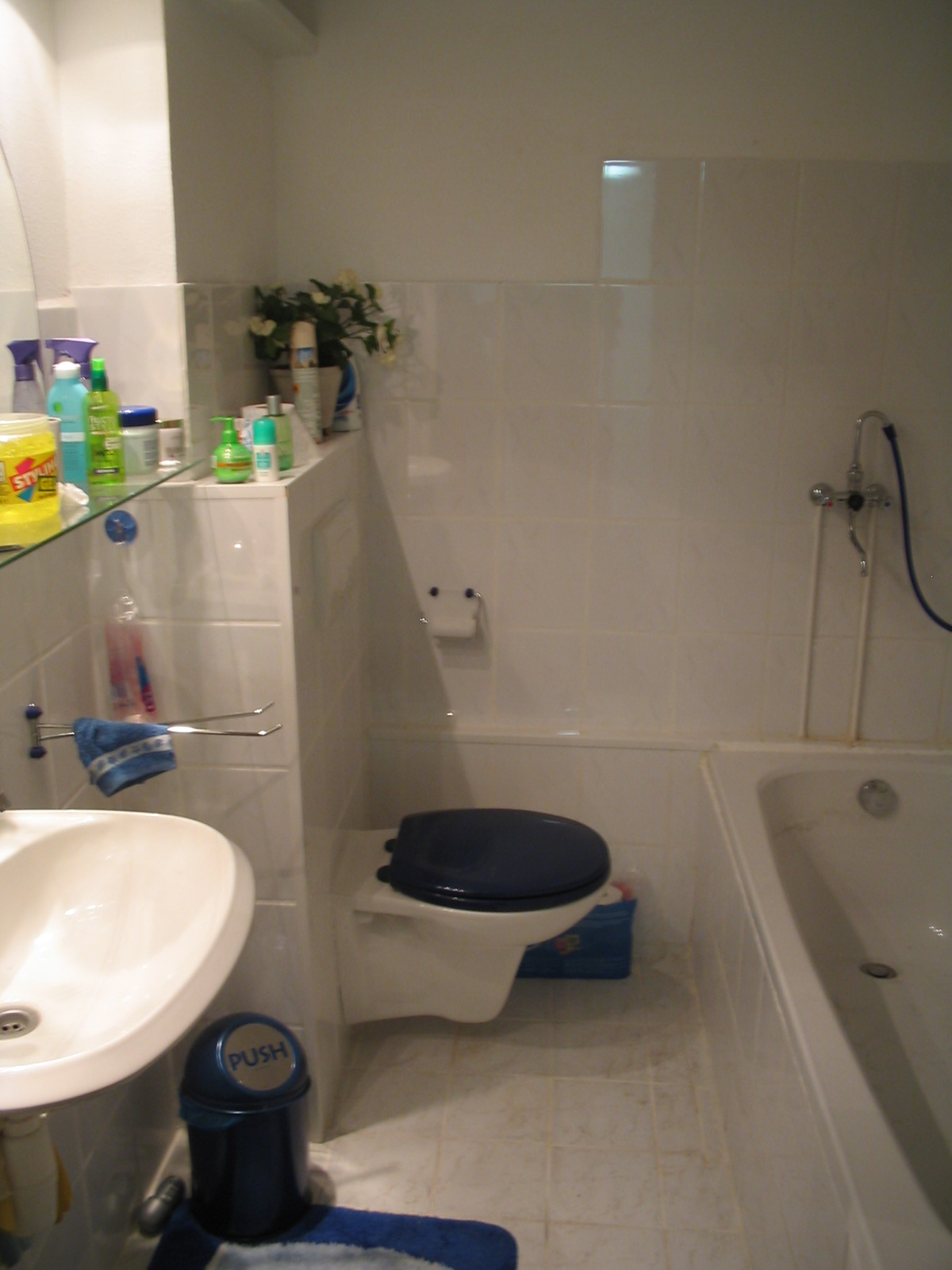
Bany

La cambra de bany (o el bany, en el llenguatge col·loquial) és una habitació de la casa destinada a la higiene personal dels seus habitants. El seu origen, però, sembla remuntar-se a les ablucions religioses. En un inici eren banys comunals, que van passar als habitatges de luxe i a partir d'aquí a la majoria de cases humanes.
El bany sol contenir un vàter o una comuna (un forat que connecta amb la fossa sèptica o el clavegueram) per a evacuar els excrements, els orins i altres residus humans; una banyera o dutxa per a rentar-se el cos i un lavabo per a rentar-se les mans. Alguns estan complementats per bidets, armariets i una banyera.
El bany sol ser una habitació aïllada de la resta, amb ventilació. Hi predomina la decoració basada en rajoles o taulells, impermeables, si bé el disseny depèn molt de la cultura local. Es calcula que la meitat de la població mundial no té bany a casa seva, amb els problemes higiènics que això pot comportar.

## Història

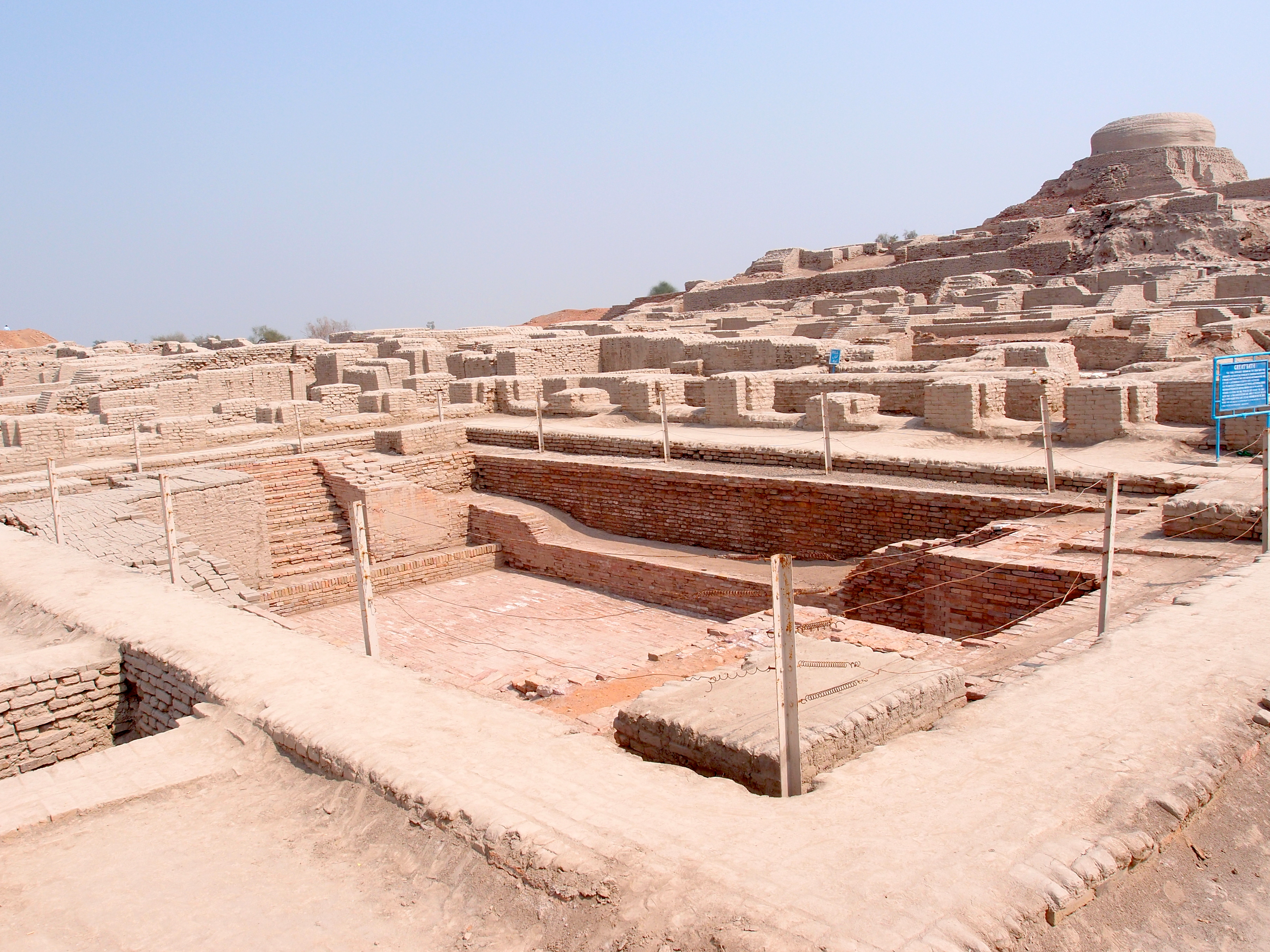
El Gran Bany de Mohenjo-daro.

Els primers registres sobre l'ús de banys es remunten a l'any 3000 aC. En aquesta època, l'aigua tenia un fort valor religiós, ja que es considerava un element purificador tant per al cos com per a l'ànima, per la qual cosa no era estrany que s'exigís a la gent que es netegés abans d'entrar a una zona sagrada. Es té constància que els banys formaven part de la vida dels llogarets o ciutats durant tot aquest període, amb una divisió entre banys de vapor a Europa i Amèrica i banys freds a Àsia. Els banys comunals s'erigien en una zona clarament separada dels habitatges del llogaret.
Gairebé totes les cases excavades tenien els seus propis banys. La banyera, situada generalment a la planta baixa, era de maó, de vegades amb una vorera al voltant per seure. L'aigua es drenava a través d'un forat a terra, per canaletes o canonades de ceràmica a les parets, fins al sistema de drenatge municipal. Fins i tot els egipcis més exigents poques vegades disposaven de banys especials.

### Banys grecs i romans

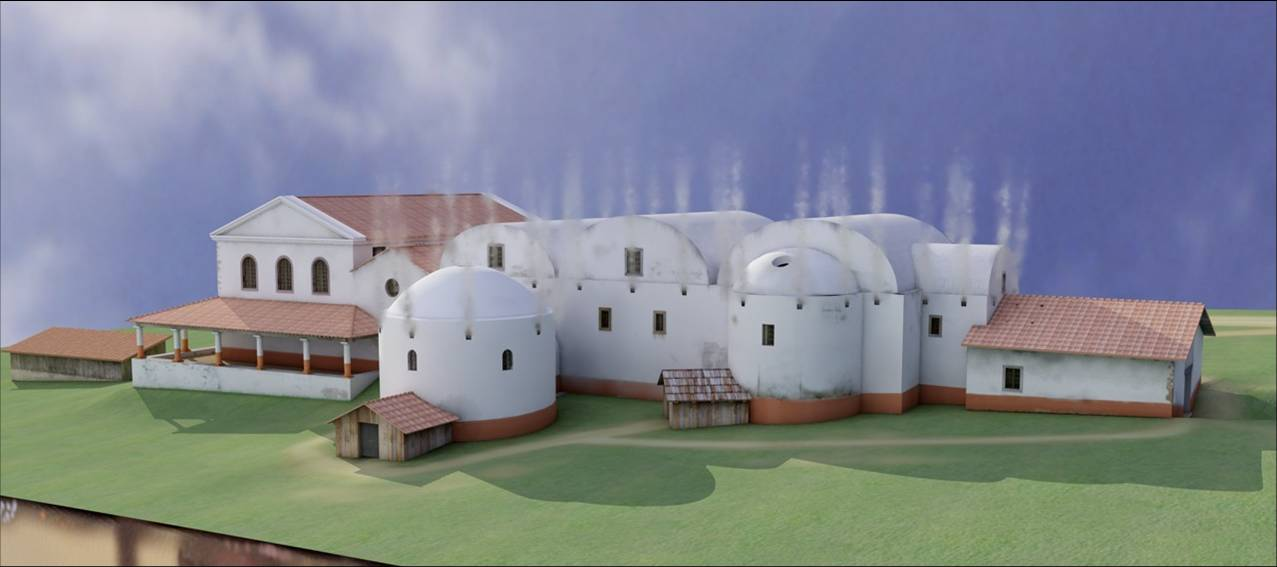
Reconstrucció virtual de les termes romanes de Weißenburg, Alemanya, utilitzant dades de tecnologia d'escanejat làser.

L'actitud dels romans envers el bany està ben documentada; van construir grans termes (thermae), marcant no només un important desenvolupament social, sinó també proporcionant una font pública de relaxació i rejoveniment. Es tractava d'un lloc on la gent es podia reunir per discutir els assumptes del dia i gaudir de l'entreteniment. En aquesta època es distingia entre banys privats i públics, i moltes famílies adinerades tenien les seves pròpies termes a casa seva. Tot i això, feien ús de les termes públiques, cosa que demostrava el valor que tenien com a institució pública. La fortalesa de l'Imperi Romà era reveladora en aquest sentit; les importacions de tot el món permetien als ciutadans romans gaudir d'ungüents, encens, pintes i miralls. Les ruïnes parcialment reconstruïdes encara es poden veure avui dia, per exemple els Banys Romans de Bath, Anglaterra, llavors part de Britànnia.
No tots els banys antics eren de l'estil de les grans piscines que sovint vénen a la ment quan un s'imagina els banys romans; la banyera més antiga que es conserva data de l'any 1700 aC. i procedeix del palau de Cnosos a Creta. El que és notable d'aquesta banyera no és només la seva similitud amb els banys actuals, sinó també la manera com les obres de fontaneria que l'envolten difereixen tan poc dels models moderns. A la ciutat excavada d'Akrotiri, a l'illa egea de Santorini (Thera), es troba un sistema prehistòric més avançat (segle xv i anteriors) de banys i fontaneria. Allí es van trobar banyeres d'alabastre i altres accessoris de bany, juntament amb un sofisticat sistema de fontaneria doble per transportar aigua calenta i freda per separat. Això es degué probablement al fàcil accés a les fonts termals geotèrmiques d'aquesta illa volcànica.
Tant els grecs com els romans reconeixien el valor del bany com a part important del seu estil de vida. Escriptors com Homer feien que els seus herois es banyessin en aigua calenta per recuperar forces; potser és notable que la mare d'Aquil·les el banyés per aconseguir la seva invencibilitat. A tot Grècia s'han descobert palaus amb zones dedicades al bany, espais amb banyeres de ceràmica, així com sofisticats sistemes de desguàs. Homer utilitza la paraula λοετρά, loetrá, "banys", més tard λουτρά, loutrá, del verb λούειν, loúein, banyar-se. La mateixa arrel troba una atestació encara més primerenca a les tauletes Lineal B, en el nom del riu Lousios ("bany" [riu]), a Arcàdia. Els banys públics són esmentats pel comediògraf Aristòfanes com βαλανεία, balaneía (sing.: βαλανείον, balaneíon, llatinitzat com a balneum, un "balneari").

### Història recent

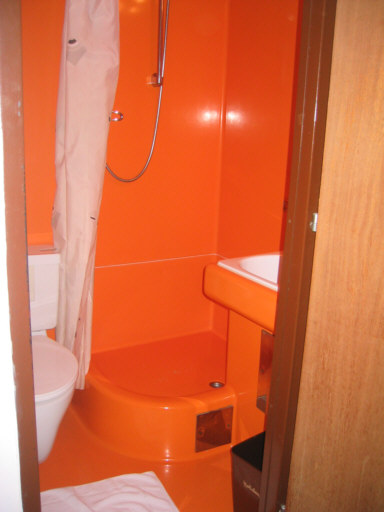
Bany a la dècada de 1970.

El terme "cambra de bany" està testificat almenys des de 1655, però el 1765 quan pren la seva accepció moderna d'habitació habilitada per prendre un bany, ben diferenciada de l'habitació d'aigua i del gabinet de tocador, que no inclouen banyera (l'expressió designa llavors una habitació proveïda únicament d'un lavabo).
Al segle xviii, el burgès que volia banyar-se recorria a un porter de banyera al qual contractava per hores i que instal·lava a la seva habitació. Al segle xix, la cambra de bany era encara un veritable luxe de mansions privades on la domesticitat portava aigua tèbia en sumptuoses banyeres.
Al segle xix, el bany es materialitza en una estança senyalitzada amb un conjunt de mobles (cadira, rebost) similars a aquells en què abans s'amagaven els microns. Va ser només a principis del segle xx que la peça va prendre la forma contemporània d'elements de pisa nua.
L'aparició dels banys a les cases i apartaments de la gran població és per tant força recent: el bany, a Europa, només es va popularitzar a la segona meitat del segle xx gràcies als grans conjunts. 
En una gran ciutat com Copenhaguen només el 3,8% dels apartaments tenien bany el 1906.

A França, a principis del segle xx, només el 2% dels habitatges parisencs en tenien un, la majoria de les persones es rentaven en una banyera de zinc a la seva cuina, o fins i tot al seu dormitori. El desenvolupament d'aquesta moneda especialitzada no va tenir lloc fins després de la Segona Guerra Mundial. La proporció de cases franceses equipades era del 50% a la dècada de 1970 i només va assolir el 100% a principis de la dècada de 2000.

## Accessoris
Les cambres de bany modernes poden disposar de complements. Malgrat que alguns d'aquests complements siguin gairebé indispensables, és freqüent classificar-los sota la denominació comuna d'accessoris.
- Tassa del vàter
  - Paper higiènic
  - Suport de paper higiènic
  - Escombreta (o granereta)
  - Recipient per a residus
- Bidet
  - Tovallola de bidet
  - Tovalloler de bidet
- Rentamans
  - Tovalloler
  - Penjador-assecador de tovalloles
- Dutxa
  - Plat de dutxa
  - Capçal de dutxa
  - Dutxa telèfon
  - Difusor de dutxa
- Barra de suport regulable del difusor
  -     - Difusor amb estalviador d'aigua

  - Projector combinat amb raigs laterals
  - Dispositius anti-lliscants
  - Ansa o anses de seguretat
- Cortina de bany
- Mampara de bany
- Banyera
- Armari de bany
- Mirall de bany (o espill de bany)
  - Mirall incorporat a l'armari de bany
  - Mirall còncau amb imatge augmentada
- Ventilador-extractor
- Porta amb pestell interior
- Llum general
  - Llum integrada a un armariet de bany
- Penjadors
  - Penjadors de paret
  - Penjadors integrats a la porta
- Lleixes.

## Consideracions de disseny
La cambra de bany, que antany va ser un lloc aliè al disseny i exempt de decoració, ara gaudeix de la mateixa importància estètica que altres estances com el saló i el dormitori. La cambra de bany ha anat guanyant rellevància amb el pas del temps. La seva funcionalitat purament higiènica ha transmutat en una. Al fil dels esquemes socials del present, el bany ha hagut de donar resposta a un ritme de vida cada cop més accelerat.
El disseny d'una cambra de bany ha de considerar l'ús d'aigua tan calenta, com la freda en quantitats significatives i moderades per rentar el cos humà. L'aigua pot vessar-se sobre les parets i el terra i l'aire humit pot causar condensació a les superfícies fredes (es torna líquida). Per evitar que l'aigua salti a terra, les banyeres i dutxes se solen envoltar de cortina o mampara.
L'ús de ceràmica o vidre, així com materials plàstics, és comú en banys, per la seva facilitat de neteja. Tot i això, aquestes superfícies són sovint fredes al tacte, per la qual cosa també s'utilitzen estoretes de bany per fer el contacte més càlid. Així mateix, atès que tenen contacte permanent amb l'aigua aquestes superfícies han de ser impermeables per evitar que la mateixa penetri i pugui causar danys.
En tractar-se d'habitacions petites i en molts casos interiors, els decoradors recomanen instal·lar molts punts de llum i, almenys col·locar un mirall gran, per engrandir visualment l'espai.
Els aparells elèctrics, com llums, escalfadors d'aigua i radiadors de tovalloles se solen col·locar com a elements fixos evitant l'ús d'endolls. A més, han d'estar a una distància mínima de la banyera o dutxa, per disminuir el risc d'entrar en contacte elèctric (amb els peus mullats, és a dir fent terra) i patir una descàrrega que podria ser mortal.
Les bases d'endoll que interrompen el circuit elèctric poden reduir aquest risc i són obligatoris a les instal·lacions realitzades en banys en alguns països com els Estats Units i Canadà. En altres països, com Regne Unit, només es permeten a la cambra de bany certs endolls especials per a maquinetes elèctriques.
No menys important és recalcar que aquests espais requereixen una minuciosa neteja, ja que a causa de la humitat poden ser brou de cultiu de bacteris, floridures i fongs que poden produir males olors i causar malalties infeccioses. S'estudia l'ús d'agents esterilitzadors com l'ozó o raigs ultraviolats que poden aniquilar tota classe de microorganismes.

## Seguretat elèctrica
A les habitacions amb banyera o dutxa, hi ha més risc que les persones corrin perill per sistemes elèctrics i equips–a causa de les condicions ambientals, almenys temporalment humides– que en l'entorn sec habitual. Per tant, s'apliquen requisits especials a les instal·lacions elèctriques d'aquestes sales, que són objecte de la norma internacional IEC 60364-7-701:2006-02 i es tracten per a Alemanya a la norma DIN-VDE 0100-701:2008-10.
Per a les instal·lacions elèctriques a les habitacions amb banyeres i dutxes, cal tenir en compte les zones d'instal·lació 0, 1 i 2 especificades i els seus límits segons DIN VDE 0100-701:2008-10. El tipus d'equip elèctric aprovat, la classe de protecció requerida, la tensió de funcionament admissible i el disseny dels cables i sistemes de cablejat a les zones individuals estan estrictament regulats. La informació següent representa una visió general simplificada i abreujada dels punts clau de la norma; per a qüestions detallades, consulteu un electricista qualificat.
- A la Zona 0, només podran instal·lar-se equips elèctrics que siguin expressament adequats per al seu ús i instal·lació en aquesta zona d'acord amb les especificacions del fabricant y estiguin fixats al seu lloc i fermament connectats y estiguin protegits mitjançant tensió extra baixa (SELV) amb una tensió nominal d'AC (corrent alterna) 12 V o DC (corrent continu) 30 V i amb protecció IPX7.

- A la Zona 1, l'equip elèctric només es podrà instal·lar si és adequat per a l'ús i la instal·lació en aquesta zona d'acord amb les especificacions del fabricant y està instal·lat i connectat permanentment y per a equips diferents de (els aprovats per al funcionament en xarxa) dispositius d'hidromassatge, bombes de dutxa, consumibles per a ventilació, assecadors de tovalloles i escalfadors d'aigua mitjançant tensió extrabaixa (SELV) amb una tensió nominal que sigui AC  25 V o CC 60 V i classe de protecció IPX4 o al rang de raig d'aigua IPX5.

- A la Zona 2, els equips elèctrics només podran instal·lar-se si compleixen almenys amb la classe de protecció IPX4 i si no són endolls (ni tan sols amb tapa abatible).

Tots els circuits elèctrics han de ser reemplaçats per un dispositiu de protecció de corrent residual (RCD) amb un corrent diferencial nominal de IΔN=30 mA protegida. Això també s'aplica als cables i als sistemes de cablejat que només passen per l'habitació, però que estan destinats a una altra habitació.
Els distribuïdors d'instal·lació no estan permesos en habitacions amb banyera o dutxa i quan s'instal·len en una habitació adjacent, cal mantenir un gruix de paret mineral residual d'almenys 6 cm a l'habitació amb dutxa o banyera.
No cal l'actualització a l'estat actual de la tècnica (situació estàndard) per als sistemes antics que estan subjectes a protecció d'existències sempre que el sistema no s'ampliï. Els endolls existents poden ser reemplaçats en qualsevol moment amb endolls similars o amb endolls amb protecció addicional (SRCD o col·loquialment endolls FI). No obstant això, si es mou un sòcol o se n'afegeix un altre, aleshores s'ha d'actualitzar a l'estat actual de la tècnica. Per tant, tot el circuit d'alimentació (és a dir, inclosos els cables i el sistema de cablejat) s'ha de protegir amb un RCD (que requereix un cablejat continu de tres fils fins al distribuïdor següent).
Als Estats Units, totes les formes d'il·luminació del bany han de complir la classificació IP44 com a segura per utilitzar al bany.